# Filmes Poliméricos Condutores Nanoestruturados

## Introdução
As células a combustível emergiram como uma tecnologia promissora para a geração de energia limpa e eficiente, convertendo a energia química de vetores energéticos, como o hidrogênio, diretamente em eletricidade, com água como principal subproduto. Dentre os diversos tipos de células a combustível, as do tipo Proton Exchange Membrane (PEM), ou Membrana de Troca Protônica, destacam-se por sua alta eficiência, baixa temperatura de operação e rápida resposta. No entanto, o desempenho e a durabilidade dessas células dependem criticamente das propriedades da membrana polimérica condutora de prótons, que atua como eletrólito sólido. Nesse contexto, os filmes poliméricos nanoestruturados têm ganhado atenção significativa devido à sua capacidade de combinar alta condutividade protônica com estabilidade mecânica e térmica. Esses materiais são projetados para apresentar uma morfologia controlada em escala nanométrica, permitindo a formação de canais hidrofílicos contínuos que facilitam o transporte de prótons, enquanto a matriz hidrofóbica garante integridade estrutura. Além disso, a incorporação de nanopartículas, como óxidos metálicos ou materiais carbonáceos funcionalizados, pode melhorar ainda mais a condutividade e a resistência à degradação.

## História
A história das células a combustível remonta ao século XIX, com descobertas fundamentais que pavimentaram o caminho para o desenvolvimento dessa tecnologia. Ele utilizou eletrodos de platina mergulhados em ácido sulfúrico e observou a produção de eletricidade a partir da reação entre hidrogênio e oxigênio, em um processo inverso à eletrólise da água. Esse experimento ficou conhecido como a "célula de Grove" e marcou o nascimento do conceito de geração de energia por meio de reações eletroquímicas.

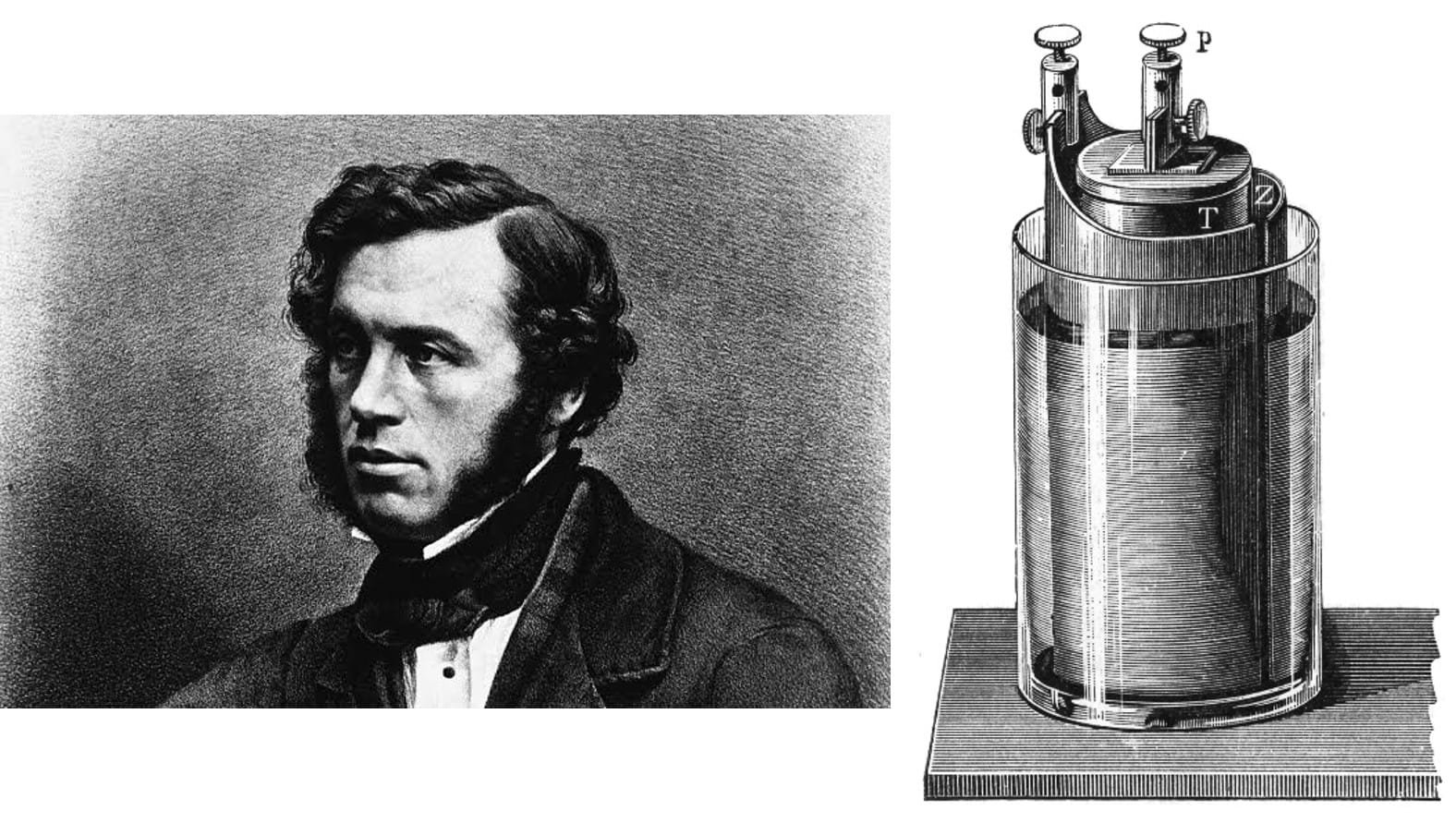
Célula de Grove e seu criador, Sir William Robert Grove

No entanto, as limitações tecnológicas da época impediram avanços práticos significativos. Somente no século XX, com o desenvolvimento de novos materiais e a busca por fontes de energia mais eficientes, que as células a combustível ganharam impulso. Na década de 1950, a Administração Nacional da Aeronáutica e Espaço (NASA)  adotou essa tecnologia em missões espaciais, como no programa Gemini e Apollo, onde células a combustível de membrana de troca protônica (PEM) foram usadas para fornecer energia e água potável aos astronautas.
A partir dos anos 1970 e 1980, crises energéticas e preocupações ambientais impulsionaram pesquisas para aplicações terrestres, especialmente no setor automotivo.
A descoberta da Nafion, uma membrana polimérica altamente condutora de prótons, pela DuPont, revolucionou o campo das células PEM, permitindo maior eficiência e durabilidade. A Nafion, desenvolvida pela DuPont, é um dos materiais mais importantes para células a combustível do tipo PEM, graças à sua estrutura única e propriedades excepcionais de condução protônica. Quimicamente, trata-se de um copolímero perfluorado composto por uma cadeia principal hidrofóbica de politetrafluoretileno (PTFE), que garante estabilidade mecânica e resistência química, e cadeias laterais terminadas em grupos sulfônicos (-SO₃H), responsáveis pela alta condutividade iônica. Quando hidratada, a Nafion forma uma nanoestrutura organizada, com domínios hidrofílicos interconectados que criam canais para o transporte eficiente de prótons (H⁺), enquanto a matriz hidrofóbica mantém a integridade estrutural. Apesar de suas vantagens, a Nafion apresenta problemas críticos que limitam seu uso em algumas aplicações. Um dos principais desafios é sua forte dependência de água para manter a condutividade protônica, o que reduz drasticamente seu desempenho em condições de baixa umidade ou temperaturas acima de 80-100°C, onde a água evapora rapidamente. Além disso, sua degradação química e mecânica em operação contínua, causada por radicais livres formados durante as reações eletroquímicas, diminui sua vida útil. Outro fator limitante é o alto custo de produção, devido à complexa síntese do polímero perfluorado e ao processo de fabricação das membranas. Essas limitações têm impulsionado pesquisas por alternativas, como membranas compostas, com aditivos inorgânicos, ou novos polímeros não fluorados, que buscam superar essas desvantagens sem perder as propriedades essenciais que tornaram a Nafion uma referência no campo das células a combustível.
No século XXI, com o avanço da nanotecnologia e de materiais nanoestruturados, as células a combustível tornaram-se mais compactas, eficientes e economicamente viáveis. Hoje, são aplicadas em veículos elétricos, sistemas de energia residencial e até em dispositivos portáteis, representando uma das tecnologias mais promissoras para a transição energética sustentável. Assim, a evolução das células a combustível reflete uma jornada de inovação contínua, desde os experimentos pioneiros de Grove até os materiais avançados que impulsionam a energia limpa do futuro.

## Funcionamento de um dispositivo de conversão eletroquímica
Uma célula a combustível é um dispositivo  de conversão eletroquímica, que transforma diretamente a energia química de um vetor energético, tipicamente o hidrogênio, em energia elétrica, com água e calor como únicos subprodutos. Seu princípio de operação baseia-se em reações de oxirredução que ocorrem simultaneamente em dois eletrodos separados por um eletrólito sólido ou líquido. Nas células do tipo PEM, o componente central é uma membrana polimérica condutora de prótons, responsável pelo transporte iônico seletivo enquanto mantém a separação física entre os gases reagentes. No ânodo, o hidrogênio gasoso é oxidado, liberando prótons (H⁺) e elétrons. Enquanto os prótons migram através da membrana polimérica em direção ao cátodo, os elétrons são forçados a percorrer um circuito externo, gerando corrente elétrica utilizável. No cátodo, o oxigênio combina-se com os prótons e elétrons que completam o circuito, formando moléculas de água como co-produto da reação.
A membrana desempenha um papel crítico nesse processo, pois além de conduzir os íons H⁺, deve apresentar resistência mecânica e estabilidade química para suportar as condições operacionais. A eficiência desse sistema depende fundamentalmente das propriedades da membrana eletrolítica, particularmente de sua condutividade protônica e durabilidade. Membranas nanoestruturadas têm se mostrado promissoras por permitirem o controle da morfologia em escala nanométrica, criando caminhos otimizados para o transporte de prótons enquanto mantêm integridade estrutural. Essa arquitetura avançada pode incorporar materiais híbridos, como nanopartículas inorgânicas ou polímeros funcionalizados, que melhoram o desempenho e a resistência à degradação.

## Procedimento sintético
O processo de síntese de filmes poliméricos nanoestruturados para aplicação em células a combustível envolve etapas cuidadosamente controladas para garantir as propriedades desejadas de condutividade protônica e estabilidade mecânica. Inicialmente, o polímero base, frequentemente Nafion ou SPEEK (poli(éter éter cetona) sulfonado), é dissolvido em solventes apropriados como dimetilformamida (DMF) ou N,N-Dimetilacetamida (DMAC), sob aquecimento moderado, no intervalo de 60-80°C, e agitação constante por 4-6 horas para obtenção de uma solução homogênea.
A etapa seguinte consiste na modificação da matriz polimérica com a incorporação de nanomateriais funcionais, como nanopartículas de sílica ou óxidos metálicos, ou ainda nanofibras de carbono, que são dispersas na solução polimérica através de ultrassom por 30-60 minutos.  Esta etapa crítica visa criar uma distribuição homogênea dos aditivos na matriz polimérica, com concentrações tipicamente entre 1-5% em peso, para melhorar tanto a condutividade iônica quanto a resistência mecânica do material final.
O processo de moldagem é realizado pela técnica de solution casting, onde a solução polimérica modificada é cuidadosamente vazada em moldes de vidro ou Teflon, seguido de um controle rigoroso das condições de evaporação do solvente. A secagem ocorre em estufa a temperaturas entre 60-80°C por 12-24 horas, com a possibilidade de um tratamento térmico adicional a 100-120°C por 1-2 horas para promover uma melhor organização da estrutura nanoestruturada. Após a formação do filme, realiza-se um tratamento de ativação através da imersão em solução ácida em diferentes percentuais de concentração, geralmente ácido sulfúrico ou ácido fosfórico, por 24 horas para garantir a protonação completa dos grupamentos, seguida de lavagem exaustiva com água deionizada até neutralização do pH e secagem final sob vácuo.
O material resultante é então submetido a uma bateria de caracterizações, incluindo análises morfológicas por microscopia eletrônica e atomicamente, além de ensaios eletroquímicos para avaliação da condutividade protônica em diferentes temperaturas e testes de estabilidade sob condições operacionais simuladas. Este método de síntese, apesar de aparentemente simples, requer um controle preciso de cada parâmetro processual para garantir a reprodutibilidade e as propriedades finais desejadas. A vantagem desta abordagem reside na possibilidade de modular as características do material final através do ajuste da composição e das condições de processamento, permitindo o desenvolvimento de membranas otimizadas para aplicações específicas em células a combustível. A combinação de matrizes poliméricas com nanomateriais cuidadosamente selecionados resulta em materiais híbridos com desempenho superior, capazes de atender às exigentes demandas dos sistemas modernos de conversão eletroquímica de energia.

## Métodos de caracterização
A caracterização abrangente de filmes poliméricos nanoestruturados trocadores protônicos é fundamental para correlacionar sua microestrutura com o desempenho em células a combustível. As técnicas de análise empregadas podem ser divididas em quatro categorias principais, cada uma fornecendo informações valiosas sobre diferentes aspectos do material. As análises morfológicas e estruturais constituem a primeira etapa na caracterização desses materiais. A microscopia eletrônica de varredura (MEV) revela a topografia superficial e a distribuição de fases na matriz polimérica, enquanto a microscopia eletrônica de transmissão (MET) fornece detalhes da nanoestrutura interna em escala nanométrica. Complementarmente, a microscopia de força atômica (AFM) permite mapear a organização de domínios hidrofílicos e hidrofóbicos, crucial para o transporte protônico.
As propriedades térmicas e mecânicas são investigadas através de técnicas complementares. A calorimetria exploratória diferencial (DSC) detecta transições térmicas importantes como a temperatura de transição vítrea (Tg), enquanto a análise termogravimétrica (TGA) monitora a estabilidade térmica e a perda de grupos funcionais em diferentes faixas de temperatura. análise dinâmico-mecânico (DMA) avalia o comportamento mecânico sob tensão e temperatura, parâmetros críticos para aplicações em células a combustível.
A avaliação das propriedades de transporte iônico inclui a espectroscopia de impedância eletroquímica (EIS), técnica fundamental para determinar a condutividade protônica em diferentes condições de umidade e temperatura. A técnica Brunauer-Emmett-Teller (BET) quantifica a área superficial e porosidade, relacionadas à acessibilidade dos canais iônicos, e a capacidade de troca iônica (IEC) é determinada por titulação para quantificar os grupos sulfônicos ativos.
Métodos espectroscópicos, incluindo a Espectroscopia no Infravermelho com Transformada de Fourier (FTIR), são capazes de detectar grupos funcionais específicos, entre eles os sulfônicos (SO₃H), fundamentais para o aumento da condutividade iônica. Paralelamente, a difração de raios-X (XRD) permite analisar alterações na cristalinidade decorrentes da introdução de nanofases.
Finalmente, testes de desempenho em condições reais de operação são imprescindíveis. Curvas de polarização avaliam a eficiência da membrana em configuração de célula completa, enquanto testes de envelhecimento acelerado simulam as condições extremas de operação para avaliar a durabilidade do material. Esta abordagem multitecnológica permite uma compreensão abrangente das relações estrutura-propriedade-desempenho, essencial para o desenvolvimento de membranas otimizadas para aplicações em células a combustível de células a combustível requer mais investigações, especialmente em relação à estabilidade oxidativa, por meio da incorporação de sequestradores de radicais ou no desenvolvimento de sistemas autorregeneráveis baseados em química covalente dinâmica.